# Tin shui wai dik yat yu ye
Tin shui wai dik yat yu ye (天水圍的日與夜), comercialitzada com The Way We Are és una pel·lícula dramàtica del Hong Kong de 2008 dirigida per Ann Hui i protagonitzada per Paw Hee-Ching, Chan Lai-wun, Leung Chun-lung i Idy Chan.

## Argument
Paw Hee-Ching i Leung Chun-lung interpreten una mare i un fill que viuen a Tin Shui Wai New Town. En Paw treballa al supermercat local, mentre que en Leung és un estudiant de 5è que espera els seus resultats de HKCEE durant les vacances d'estiu.
La Paw coneix a Chan Lai-wun mentre la contracten al supermercat i comença a ajudar-la. Chan vol comprar un televisor, però es desanima per la tarifa d'enviament. Paw demana a la Leung que vingui a la botiga d'electricitat per ajudar-la a portar-la al pis de Chan, estalviant-li la tarifa de transport. Chan torna el favor donant a la Paw una bossa de bolets xinesos cars.
La mare de Paw cau malalta i Leung la visita a l'hospital amb el seu cosí. La seva àvia demana niu d'oreneta congee.
A través de la seva filla difunta, Chan té un net que viu amb el seu gendre, que des de llavors s'ha tornat a casar. Chan els compra regals i va amb la Paw a conèixer-los a Shatin, però el seu net no apareix i els seus regals són rebutjats pel seu gendre. En lloc d'això, els dona a Paw, que accepta salvaguardar-los de moment.
Mentre fa un encàrrec per la seva mare, Leung es troba amb la seva professora d'escola (Idy Chan). Ella el convida a ajudar a l'escola com a conseller d'estudiants quan torni pel formulari 6 i hi està d'acord.
Els dos germans petits de Paw se'n surten prou bé a vida, gràcies al suport financer de Paw durant els seus anys universitaris a l'estranger. Un d'ells, interpretat per Clifton Ko, parla amb Leung i li promet que ell i el seu germà petit li donaran suport econòmic per estudiar a l'estranger si així ho desitja. Ell respon que decidirà després de veure els seus resultats HKCEE. Al final de la pel·lícula, Paw, Leung i Chan es veuen feliços sopant junts a Tin Shui Wai, ja que Leung ha rebut resultats satisfactoris a l'examen i pot continuar amb el formulari 6.

## Recepció crítica
La pel·lícula va rebre un gran reconeixement de la crítica.
Segons Perry Lam de Muse, "The Way We Are és una gran pel·lícula en petita manera i, en el seu homenatge a la resiliència de la vida, serveix com a metàfora encertada i brillant de la carrera cinematogràfica de la mateixa Hu."

## Premis i nominacions
28ns Hong Kong Film Awards
- Guanyador: Millor Director (Ann Hui)
- Guanyador: Millor guionista (Lou Shiu Wa)
- Guanyador: Millor actriu (Paw Hee-Ching)
- Guanyador: Millor actriu secundària (Chan Lai Wun)
- Nominada: Millor pel·lícula
- Nominada: Millor actor novell (Juno Leung)

15ns Hong Kong Film Critics Society Awards
- Guanyador: Millor pel·lícula
- Guanyador: Millor Director (Ann Hui)
- Guanyador: Millor actriu (Paw Hee-Ching)